# Kostel svatého Jana Křtitele (Nudvojovice)
Římskokatolický hřbitovní, filiální kostel svatého Jana Křtitele v Nudvojovicích je raně gotická sakrální stavba stojící na vyvýšeném terénu hřbitova obehnaného zdí. Nudvojovice jsou poměrně odlehlou částí města Turnova v okrese Semily v Libereckém kraji. Od roku 1964 je kostel chráněn jako kulturní památka.

## Historie

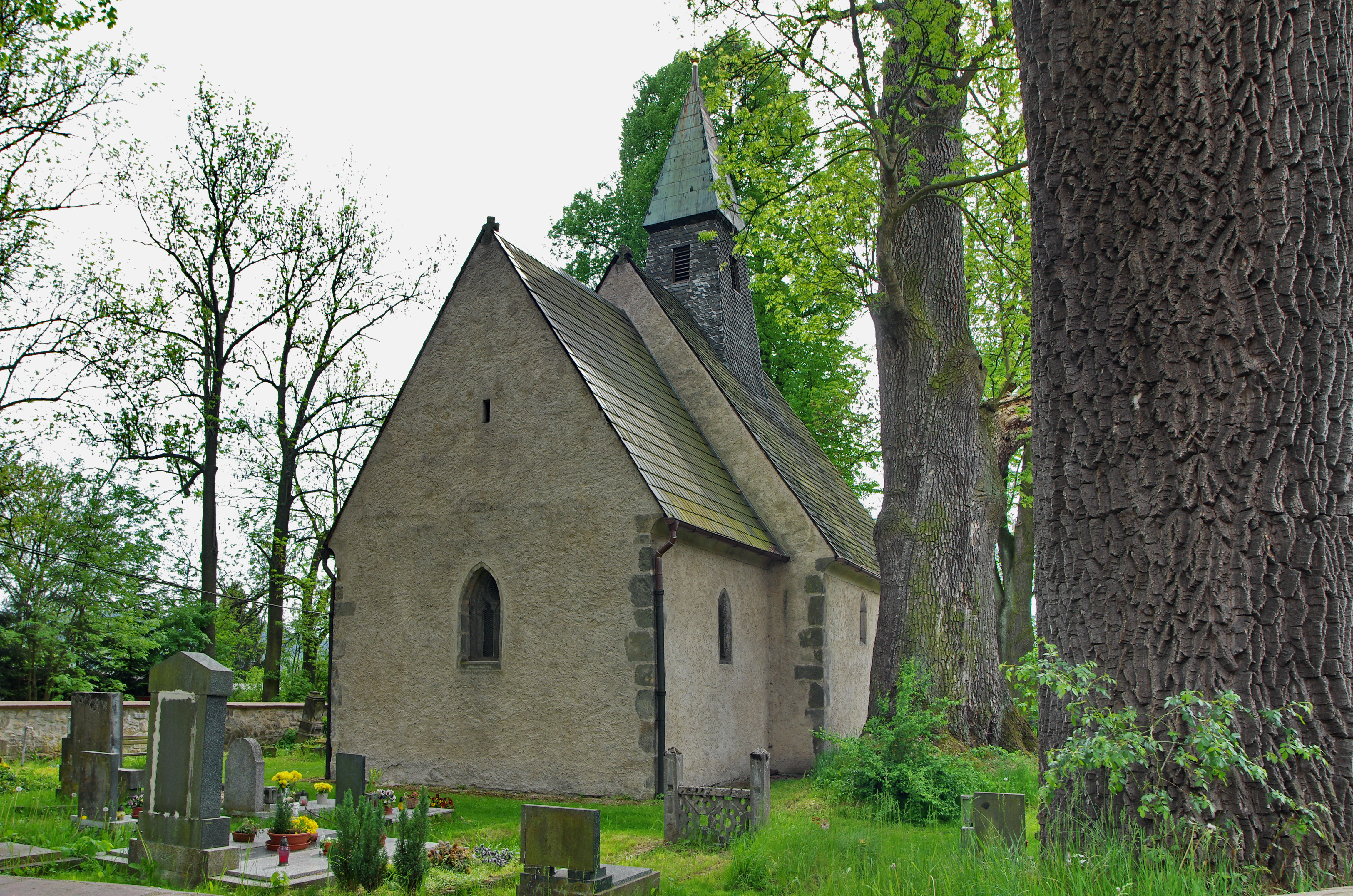
Kostel sv. Jana Křtitele a hřbitov v Nudvojovicích

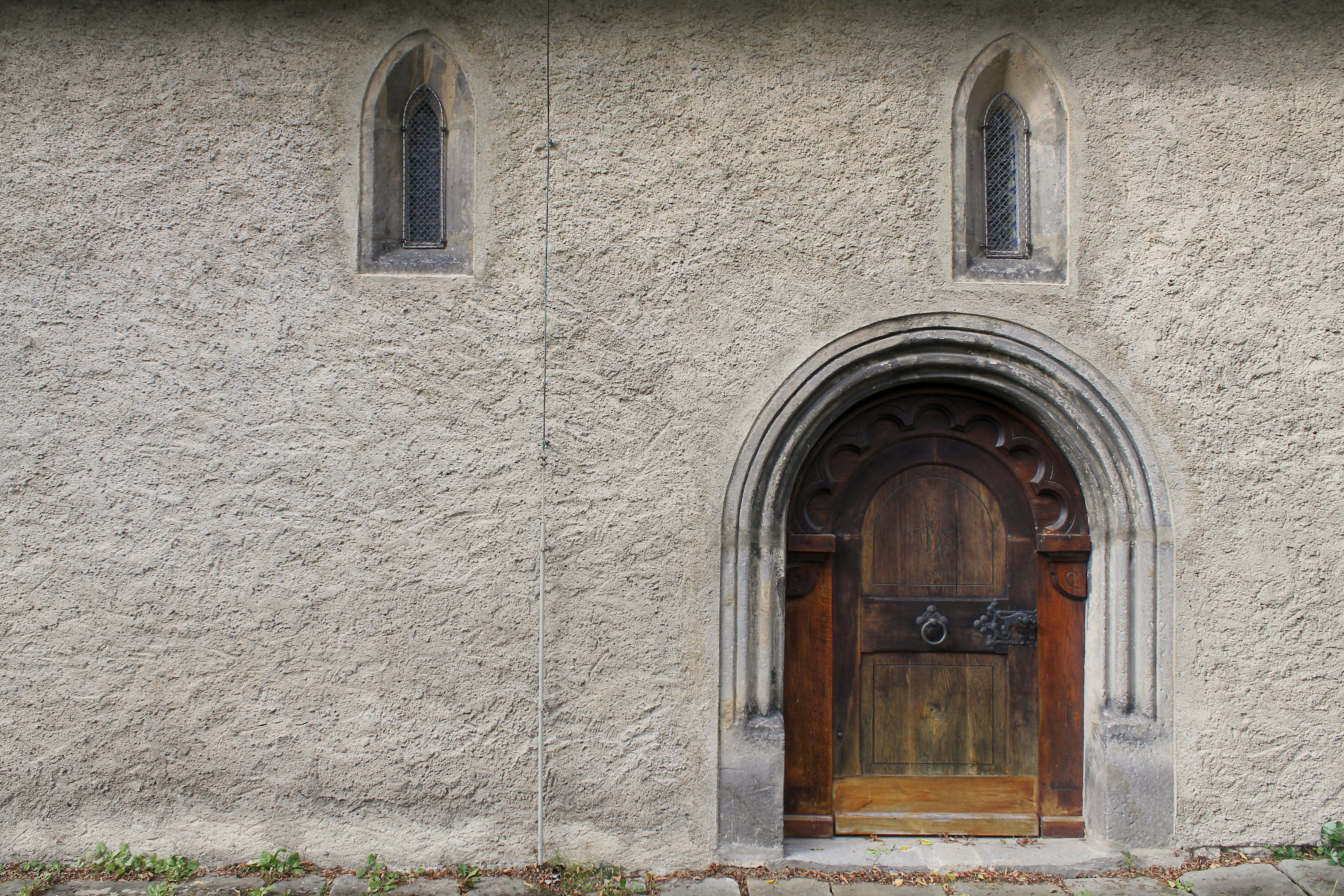
Vstup do kostela v Nudvojovicích

Kostel z lomového zdiva pochází z období kolem roku 1250, kdy jej nechali hradišťští cisterciáci postavit na vyvýšenině nad luhem Jizery farní kostel vsi Nudvojovice. Předpokládá se, že místo sloužilo kultovním účelům již v době předkřesťanské a že dnešnímu kostelu předcházela starší stavba.
Kostel sloužil jako farní do roku 1551, od té doby je filiálním kostelem k Turnovu. Po třicetileté válce byl obnoven. Roku 1726 získala loď nový kazetový malovaný strop. Během 19. století kostel chátral, až musel být roku 1881 uzavřen. Velká oprava, která mimo jiné odstranila barokní strop, skončila roku 1894. Po roce 1945 se stav kostela opět zhoršil. K jeho obnově se přistoupilo až na přelomu třetího tisíciletí a rekonstrukce skončila v roce 2006 požehnáním po opravě. V lodi byla osazena replika stropu z roku 1726.

## Architektura
Jedná se o jednolodní, čtvercovou stavbu s obdélným odsazeným presbytářem se čtyřmi úzkými hrotitými okénky a jižním raně renesančním půlkruhovým profilovaným portálem. Západní portálek je pseudorománský z období obnovy v roce 1894.
V lodi je replika barokního prkenného stropu s malovanými rozvilinami a stylizovanými květy. Jedná se o kopii z roku 1894 na místě originálu z roku 1726, který daroval Václav Černovický. Části původního stropu se nacházejí v turnovském muzeu. Presbytář je sklenut křížovou klenbou. Na zadní stěně je gotická kružba ze 14. století. Nová střecha je se sanktusníkem.

## Zařízení
Zařízení je pseudorománské z roku 1894 od K. Buška. Starý oltář a kazatelna jsou v turnovském muzeu. Ze starého zařízení zbyla v místě jen oltářní pozdně gotická predella s malbou Ecce homo, Pannou Marií a Janem Evangelistou. Jedná se o hrubou práci ze začátku 16. století. Nejvýznamnějším prvkem vybavení kostela je renesanční epitaf rodiny správce panství Hrubý Rohozec Jiřího Reinolta ze Štiřína z roku 1590, se dvěma tabulemi ve společném renesančním rámci. Na horní tabuli je obrazen Poslední soud. Jedná se o hrubou malbu. Dole je lépe malovaná podobizna donátora s pěti ženskými figurami a synem. V letech 1570–1590 na epitaf byla postupně dopisována jména dalších zemřelých.

## Okolí kostela
Kostel stojí uprostřed hřbitova, kterému dominuje několik památných lip a jasanů pozoruhodných rozměrů.